# Merano Open 1999
Il Merano Open 1999 è stato un torneo di tennis giocato sulla terra rossa. È stata la 1ª edizione del Merano Open, che fa parte della categoria International Series nell'ambito dell'ATP Tour 1999. Si è giocato a Merano in Italia, dal 7 al 13 giugno 1999.

## Campioni

### Singolare
Fernando Vicente ha battuto in finale  Hicham Arazi con il punteggio di 6–2 3–6 7–6(1)

### Doppio
Lucas Arnold Ker /  Jaime Oncins hanno battuto in finale  Marc-Kevin Goellner /  Eric Taino con il punteggio di 6–4 7–6(1)